# Vili Slavev
Vili Slavev est une joueuse franco-bulgare de volley-ball née le 1er décembre 1989. Elle mesure 1,90 m et joue attaquante. Elle est la sœur de Bojidar Slavev.

## Clubs
| Club                 | Pays   | De        | À         |
| -------------------- | ------ | --------- | --------- |
| Venelles Volley-Ball | France | 2007-2008 | 2007-2008 |
| Vandœuvre Nancy VB   | France | 2008-2009 | 2008-2009 |
| Touquet AC           | France | 2009-2010 | …         |

## Palmarès
Néant.